# Йохан Фридрих Фугер фон Кирхберг-Вайсенхорн
Йохан Фридрих Фугер фон Кирхберг-Вайсенхорн (на немски: Johann Friedrich Fugger Graf von Kirchberg und Weissenhorn; * 14 октомври 1609; † 5 ноември 1669 в Циненберг) е граф от род Фугер фон Кирхберг-Вайсенхорн, господар на Циненберг при Глон в Бавария.
Той е най-малкият син (от петте деца) на фрайхер Константин I Фугер фон Кирхберг и Вайсенхорн, господар на Циненберг (1569 – 1627) и съпругата му фрайин Анна Мария Мюнх фон Мюнххаузен (* ок. 1570), вдовица на фрайхер Ханс Вармунд фон Пинценау, и дъщеря на фрайхер Клеменс Мюнх фон Мюнххаузен и Анна Катарина фон Перванг.

## Фамилия
Йохан Фридрих Фугер фон Кирхберг-Вайсенхорн се жени 1633 г. за фрайин Мария Якобея фон Гумпенберг († 1639). Бракът е бездетен.
Йохан Фридрих Фугер фон Кирхберг-Вайсенхорн се жени втори път на 7 април 1640 г. в Мюнхен за фрайин Мария Фелицитас фон Пранк († 15 юни 1663), дъщеря на фрайхер Кристоф фон Пранкх и фрайин Мария Анна фон Колаус-Ватцлер. Те имат пет деца:
- Мария Анна (1641 – 1680), омъжена за фрайхер Карл Хайнрих фон Маримонт
- Йохан Парис (1642 – 1696)
- Мария Катарина (1644 – 1694), омъжена 1681 г. за граф Файт Адам Фугер фон Кирхберг-Вайсенхорн († 1692)
- Адам Константин (* 8 януари 1645, Аделсхофен в област Фюрстенфелдбрук; † 14 юни 1690), женен на 22 февруари 1672 г. в Грунертсхофен за фрайин Мария Елизабет Йохана фон Фрамкинг (* 1 май 1648; † 12 март 1726, Мюнхен); имат син:
  - Максимилиан Йозеф Фугер фон Кирхберг-Вайсенхорн цу Цинеберг (* 10 октомври 1677, Аделсхофен; † 7 август 1751, Глон), граф, женен на 1 август 1717 г. в Потмес за графиня Мария Юдит фон Тьоринг (* 1 март 1690, Жетенбах; † 18 юни 1755, Циненберг); имат син и две дъщери
- Мария Сидония (1647 – 1684)